# Maks Luburić
Vjekoslav Maks Luburić escuchaⓘ (Humac, cerca de Ljubuški, 20 de junio de 1913-Carcagente, Valencia, 20 de abril de 1969) fue un militar croata que destacó durante la Segunda Guerra Mundial, conocido también como Maks Luburić o Maks el carnicero. 
Integró el movimiento Ustaša y dirigió el Campo de concentración de Jasenovac, considerado uno de los campos de exterminio más crueles de todos los tiempos. Tras el final de la contienda y su salida de Croacia, durante su exilio en la España franquista recibió el nombre falso de Vicente Pérez García.

## Biografía

### Primeros años
Durante su juventud solo cursó estudios primarios. En 1931 se adhirió al movimiento Ustashi, participando en diversas acciones contra el estado Yugoslavo. Debido a ello, debió emigrar a Hungría en 1932 y se instaló en el campo de Jankapuszta, cerca de Budapest, donde se convirtió en jefe del economato del campo. En abril de 1941, después de la Invasión alemana de Yugoslavia, regresó a la Croacia bajo control nazi.

### Segunda Guerra Mundial
Durante la formación del Estado Independiente de Croacia (NDH), al principio de la Segunda Guerra Mundial, ascendió a general y se le encargó la región del Drina, lo que le valió el apodo de General Drinjanin (General del Drina). A partir de la instauración de los campos de exterminio por parte del estado croata pronazi, fue nombrado comandante principal de los mismos, y en una ceremonia celebrada el 9 de octubre de 1942, se congratuló por la gran “eficacia” del centro de asesinato de Jasenovac. Durante el banquete que siguió, indicó con orgullo: “Hemos asesinado aquí en Jasenovac a más gente que el Imperio otomano durante su larga estancia en Europa”.
Luburić se entrenó en Auschwitz y visitó otros campos de concentración alemanes para aprender los métodos de exterminio y aplicarlos en Jasenovac. Sin embargo, el modelo en que se basó para la construcción de Jasenovac fue el campo de concentración de Sachsenhausen. Se considera que entre 100.000 y 600.000 personas encontraron la muerte en Jasenovac.  Algunos observadores nazis lo calificaron, en varios informes oficiales, de “sádico extremo” y de “enfermo mental”.
Al final de la guerra, con la derrota del Estado Independiente de Croacia, Luburić dirigió brevemente una formación paramilitar llamada Los Cruzados (Križari). Sin embargo, no consiguió su objetivo de restablecer el régimen croata afín al nazismo en contra de la Yugoslavia de Tito.

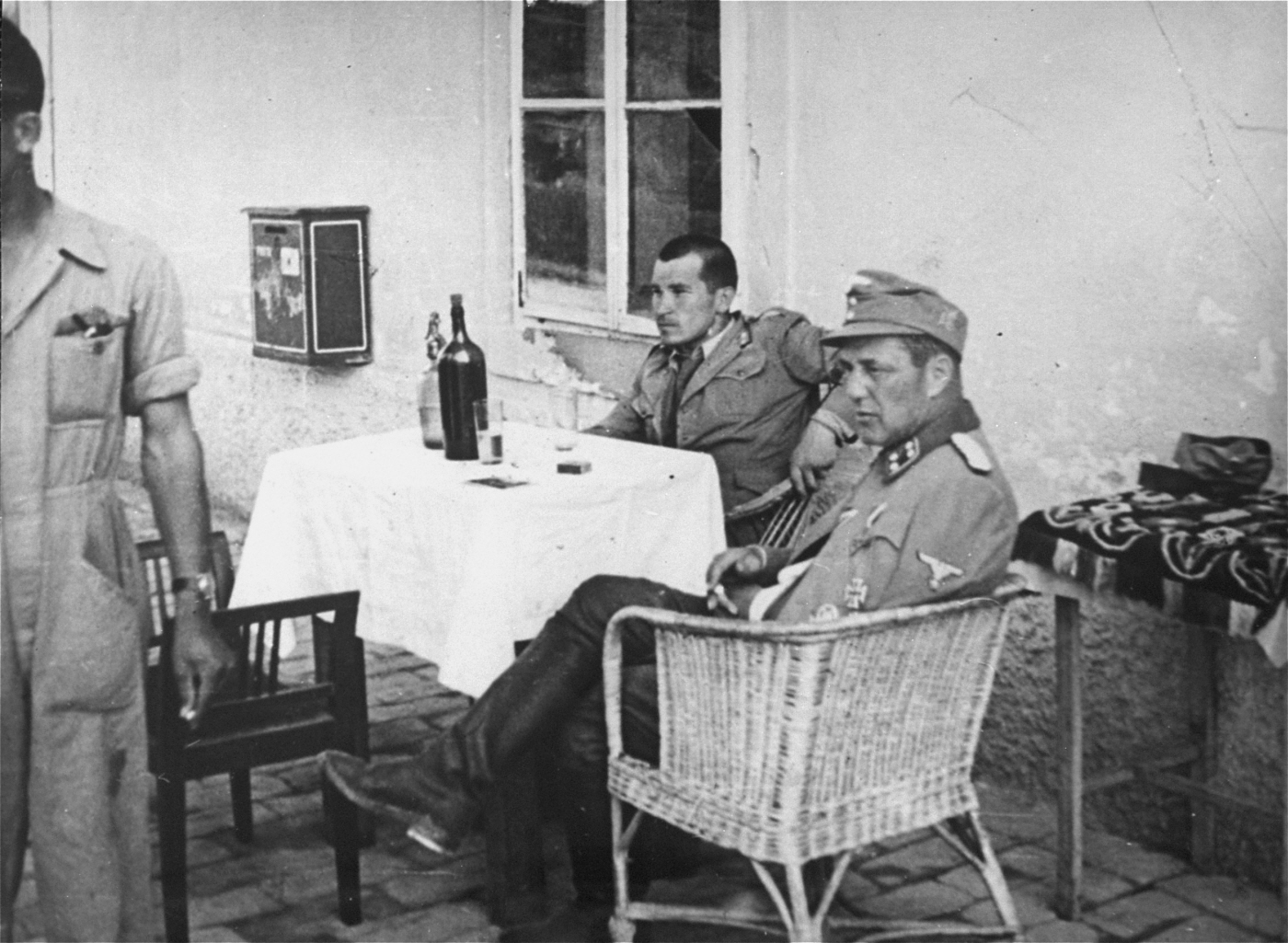
Maks Luburić junto a un oficial alemán de la SS, en el campo de concentración de Stara Gradiška.

### Exilio español
Al final de la Segunda Guerra Mundial, pasó ilegalmente a Hungría, luego a Austria y más tarde a Francia. Posteriormente se instaló en España, donde vivió en el municipio de Benigánim (Valencia) protegido por el régimen franquista, que le facilitó un nombre falso: Vicente Pérez García. Se casó con una española, con la que tuvo cuatro hijos, aunque en 1957 se separó de ella. Participó en actividades de las organizaciones de emigrantes croatas en España, Suecia, Alemania occidental y Canadá. Alejado del movimiento Ustasha en la segunda mitad de los años cincuenta, fundó la Hermandad de Los amigos del Drina, y posteriormente una organización llamada Resistencia nacional croata. En España dirigió una imprenta encargada de difundir propaganda de estos movimientos, con el apoyo del franquismo.
Fue asesinado en su casa de Carcagente el 20 de abril de 1969 por Ilija Stanić, un supuesto agente de los servicios secretos yugoslavos (UDBA) que se había infiltrado como empleado de su imprenta. Nunca le detuvieron y la Yugoslavia de Tito le recibió como héroe nacional. Años más tarde, Stanić manifestó que el asesinato fue llevado a cabo por dos agentes croatas como consecuencia de la rivalidad de Luburić con la rama en el exilio liderada desde Madrid por Maria Pavelić, viuda de Ante Pavelić.